# East Palatka
East Palatka är en census-designated place i Putnam County i Florida. Vid 2010 års folkräkning hade East Palatka 1 654 invånare.